# Barnard College

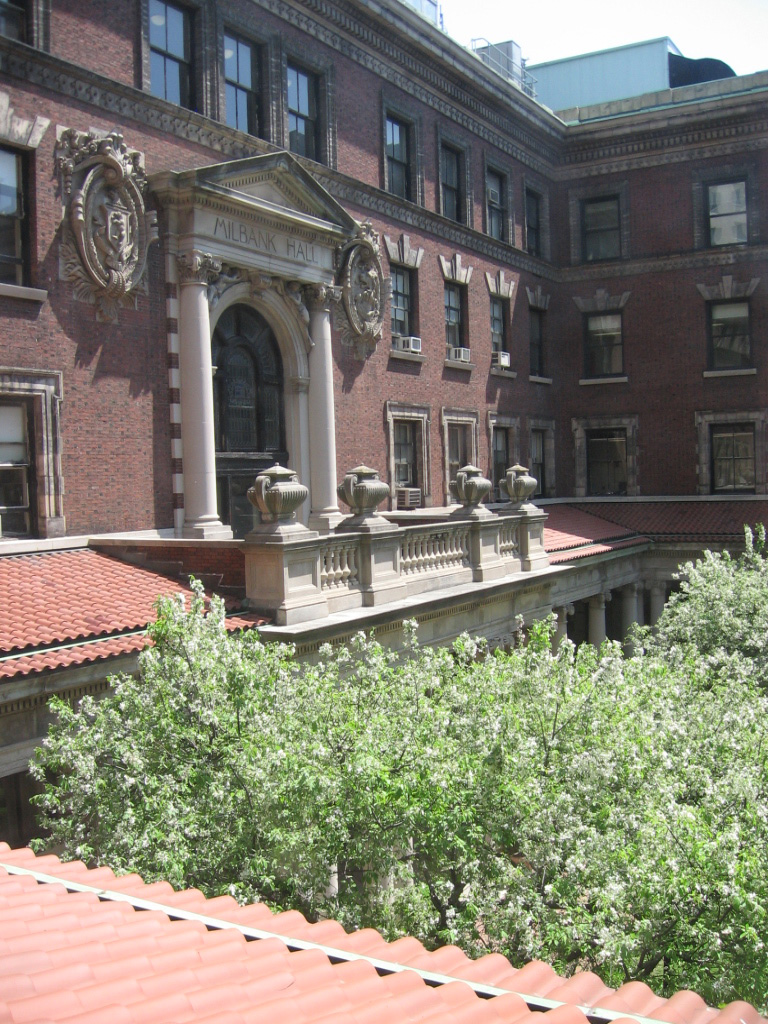
Millbank Hall, em Barnard College.

Barnard College é uma faculdade privada de artes liberais para mulheres, localizada na cidade de Nova Iorque, Estados Unidos.
Fundado em 1889 por Annie Nathan Meyer, Barnard College faz parte do grupo "Seven Sisters", que reúne instituições semelhantes no nordeste do país.  Barnard College foi criada como uma reposta a Columbia University, a qual se recusava a receber mulheres na sua instituição. Barnard College é afiliada a Columbia University desde 1900. As instituições compartilham aulas, prédios e clubes. 